# Station Kokawa
 Station Kokawa (粉河駅, Kokawa-eki) is een spoorwegstation in de Japanse stad Kinokawa. Het wordt aangedaan door de Wakayama-lijn. Het station heeft drie sporen, gelegen aan een eilandperron en een zijperron.

## Treindienst

### JR West
| 1   | ■ Wakayama-lijn | richting Hashimoto en Gojō |
| 2,3 | ■ Wakayama-lijn | richting Wakayama          |

## Geschiedenis
Het station werd in 1900 geopend. 

## Stationsomgeving
- Kokawa-tempel
- Ryūmonzan (berg)
- McDonald's
- Kōnan (bouwmarkt)

(Yamatoji-lijn<<) Ōji · Hatakeda · Shizumi · Kashiba · JR Goidō · Takada · (>>Sakurai-lijn) · Yamato-Shinjō · Gose · Tamade · Wakigami · Yoshinoguchi · Kitauchi · Gojō · Yamato-Futami · Suda · Shimohyōgo · Hashimoto · Kii-Yamada · Kōyaguchi · Nakaiburi · Myōji · Ōtani · Kaseda · Nishi-Kaseda · Nate · Kokawa · Kii-Nagata · Uchita · Shimoisaka · Iwade · Funato · Kii-Ogura · Hoshiya · Senda · Tainose · Wakayama